# 北賽普勒斯宗教
北賽普勒斯宗教

北賽普勒斯大部分是穆斯林，佔99％人口，剩餘的0.5％人口為東正教基督徒、0.5％為其他基督宗派基督徒及其他宗教信徒。

## 伊斯蘭教

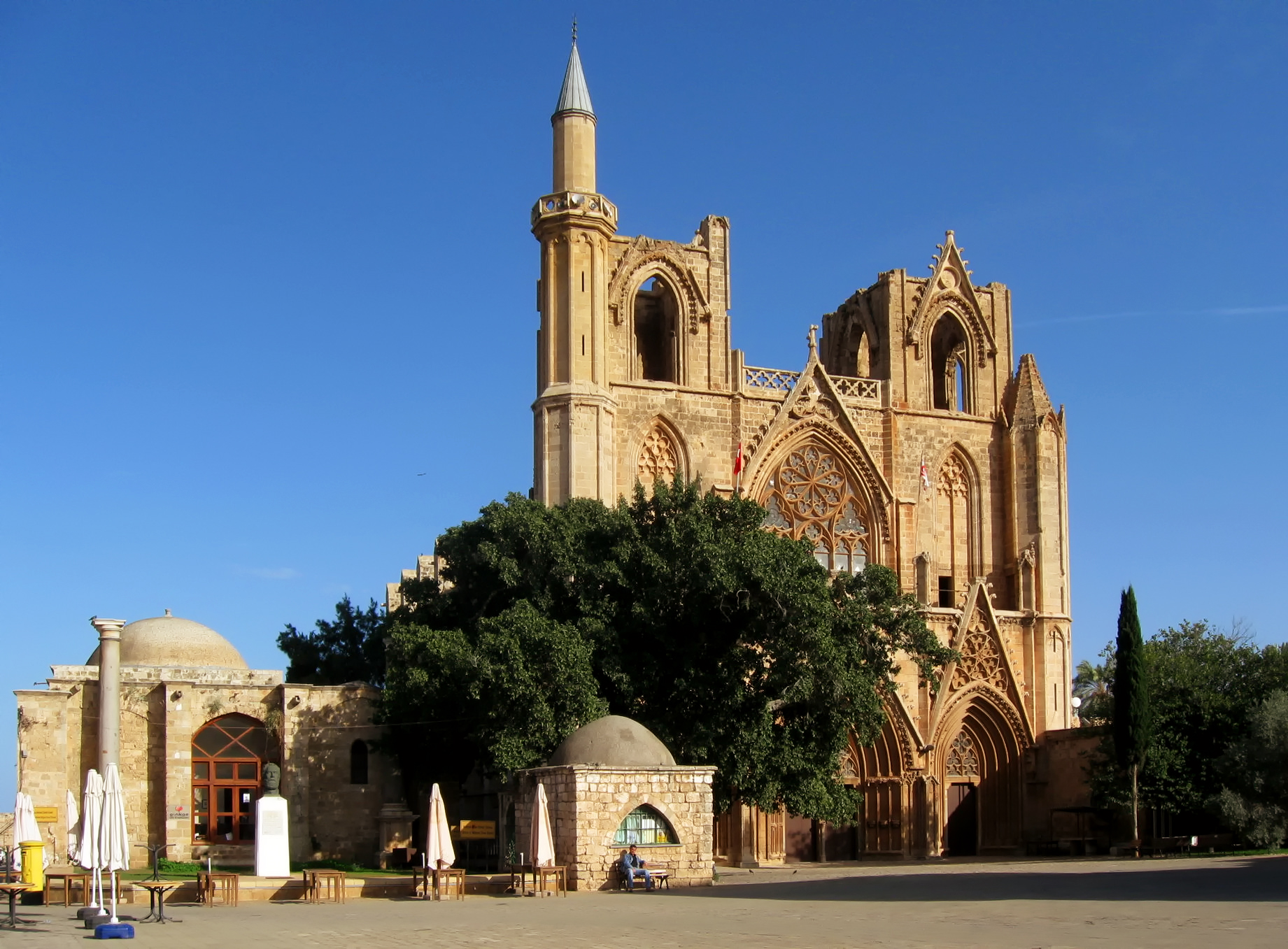
法馬古斯塔的拉拉·穆斯塔法帕夏清真寺

穆斯林約佔北塞浦路斯人口的99％。公元1570年，鄂圖曼帝國的將領拉拉·穆斯塔法帕夏征服賽普勒斯島。並將伊斯蘭教傳進賽普勒斯。在17世紀，塞浦路斯島上穆斯林人口增長迅速，原因為土耳其人的移民人數增加及希臘裔塞浦路斯人皈依伊斯蘭教。土耳其裔賽普勒斯人主要為遜尼派穆斯林，蘇菲派也有一定程度的影響。在1974年土耳其入侵賽普勒斯島後，穆斯林主要分布於賽普路斯島北部。

## 基督宗教

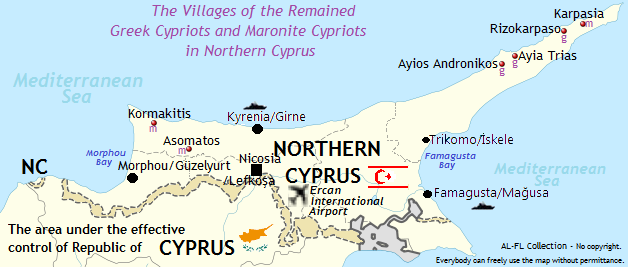
北塞浦路斯希臘裔賽浦路斯人基督徒分佈

### 正教會（塞浦路斯教會）和馬龍派天主教會
北塞浦路斯的正教會（塞浦路斯教會）基督教徒佔0.5％，信徒為希臘裔塞浦路斯人。除正教基督徒和遜尼派穆斯林外，還有一小部分的馬龍派基督徒。

### 其他
有一小群土耳其裔賽普勒斯人是新教基督徒，絕大多數是新教聖公宗基督徒，並在凱里尼亞與英籍人士一起使用聖公會禮拜堂。